# Otostigmus therezopolis
Otostigmus therezopolis är en mångfotingart som beskrevs av Chamberlin 1944. Otostigmus therezopolis ingår i släktet Otostigmus och familjen Scolopendridae. Inga underarter finns listade i Catalogue of Life.